# Geografía de Dominica
Dominica, una isla del Mar Caribe, se encuentra localizada a mitad de camino entre el archipiélago francés de Guadalupe y la isla de Martinica (hacia el sur). Sus coordenadas son 15°25′ N,  61°20′ W. Es conocida como “La Isla Caribeña de la Naturaleza” debido a sus espectaculares, exuberantes y variadas flora y fauna, que se encuentra protegida mediante un amplio sistema de parques naturales. Es la cuarta isla más grande del Caribe, cuya población se compone primordialmente de descendientes de africanos.
El punto más bajo del país se encuentra a nivel del mar a lo largo de la costa, y el punto más elevado es Morne Diablotins (1.447 m/4.747 pies). El extremo sudoccidental de la costa de la isla incluye una gran caldera submarina derrumbada. Porciones del borde expuesto de la caldera conforman el punto más elevado del sudoeste en Scotts Head. Los recursos naturales incluyen cultivos, energía hidráulica y recursos forestales.
Geográficamente, Dominica se distingue de muchas maneras. El país posee uno de los paisajes más accidentados del Caribe, cubierto por una extensa y virgen selva tropical. Está entre unas de las zonas más lluviosas de la Tierra, y las avenidas de agua forman ríos en cascada y estanques naturales. La isla, hogar de especies salvajes extrañas, es considerada por muchos como una hermosa e intacta reserva tropical. De acuerdo a una creencia caribeña, Dominica es el único territorio del Nuevo Mundo que Colón aún reconocería.
Dominica es la mayor y más septentrional de las Islas de Barlovento. El Océano Atlántico bordea a la isla por el este y el Mar Caribe limita con la isla por el oeste.  Entre sus vecinos más cercanos se encuentra el archipiélago francés de Guadalupe, unos 48 kilómetros al norte (30 millas), y la isla de Martinica, alrededor de 40 kilómetros al sur (25 millas). De forma alargada y ligeramente más pequeña que la ciudad de Nueva York, Dominica posee una superficie de 750 kilómetros cuadrados (290 millas cuadradas), 47 kilómetros de largo y 29 kilómetros de ancho. Roseau, capital de la nación y puerto principal, se encuentra favorablemente situado en la resguardada costa sudoccidental.

## Clima
El clima de la isla es tropical, moderado por los vientos del noreste y las fuertes lluvias.

Dominica posee un clima tropical húmedo con altas temperaturas y fuertes lluvias. El calor excesivo y la alta humedad son atemperados de algún modo por el flujo permanente de los vientos alisios del noreste, que pueden devenir en huracanes. Las escarpadas laderas del interior alteran el flujo de vientos y las temperaturas. La amplitud térmica es ligera. Las temperaturas medias durante el día generalmente varían de 26 °C (78.8 °F) en enero a 32 °C (89.6 °F) en junio. Las amplitudes diurnas en general no son mayores a 3 °C (5.4 °F) en la mayoría de los lugares, pero las temperaturas que pueden llegar a 13 °C (55.4 °F) en los picos más elevados, son poco frecuentes.
Los amplios recursos de agua de la isla provienen en su mayor parte de los vientos alisios. Si bien las cantidades varían según el lugar, las lluvias se dan a lo largo de todo el año, con máximos registrados entre los meses de junio a octubre. La precipitación media anual a lo largo de la costa este con frecuencia excede los 5.000 mm (196.9 pulgadas), y las vertientes expuestas pueden recibir hasta 9.000 mm (354.3 pulgadas), una de las más altas del mundo. La costa oeste a sotavento, sin embargo, recibe alrededor de 1.800 mm (70.9) por año. La humedad está estrechamente vinculada a los patrones de las precipitaciones, con los valores más altos en las laderas de barlovento y los más bajos en las áreas protegidas del viento. En Roseau las lecturas de humedad relativa se encuentran entre el 70 y 90%.
Los huracanes y vientos intensos, tienen una mayor probabilidad de ocurrencia durante los meses más húmedos, y ocasionalmente son devastadores. Los huracanes más recientes de importancia fueron el David y Frederic durante agosto de 1979 y el Allen en agosto de 1980. Los huracanes de 1979 causaron la muerte de 40 personas, 2.500 heridos y una gran destrucción de viviendas y cultivos. Muchos productos básicos fueron destruidos durante la tormenta de 1980, y cerca del 25% de los cultivos de banana fueron destruidos por vientos intensos en 1984.
Dominica es especialmente vulnerable a los huracanes ya que la isla está ubicada en una región que se caracteriza por la ocurrencia de huracanes. En 1979, Dominica fue directamente impactada por un huracán de categoría 5, el David, causando daño extremo sobre una amplia región. El 17 de agosto de 2007, el Huracán Dean, de categoría 1 por aquel entonces, llegó a las costas de la isla. Una mujer y su pequeño hijo de siete años perdieron la vida cuando un deslizamiento de tierra, causado por las fuertes lluvias, derrumbó la vivienda que habitaban. En otro incidente, dos personas resultaron heridas cuando un árbol cayó sobre su casa. El primer ministro Roosevelt Skerrit estimó que entre 100 a 125 casas fueron dañadas, y los cultivos resultaron extensamente destruidos, en particular el cultivo de plátanos.

## Geología
Dominica fue la última isla del Caribe en formarse. La isla fue creada por la actividad volcánica hace unos 26 millones de años. La misma se asienta sobre dos placas tectónicas opuestas. Esto explica porque una isla un poco más grande que Martha’s Vineyard tiene montañas que alcanzan los 5.000 pies de altura (1.524 m).
Geológicamente, Dominica es parte del imponente arco volcánico de las Antillas Menores. La espina central del país, es un eje de laderas volcánicas empinadas y profundas gargantas, con alturas que van de los 300 a los 1.400 metros (984 a 4.593 pies) sobre el nivel del mar. Varias ramificaciones montañosas con tendencia este-oeste se extienden hacia la estrecha planicie costera, la cual está rematada por acantilados y estrechos uniformes con no más de 2.000 metros de ancho (6.562 pies). El pico más alto es el Morne Diablotins, a 1.447 metros (4.747 pies); Morne Trois Pitons, con una elevación de 1.423 metros (4.669 pies), se encuentra más al sur y es el emplazamiento del parque nacional.
El interior presenta montañas empinadas de origen volcánico. El vulcanismo de la isla es aún bastante evidente, siendo los ejemplos más populares el Lago Hirviente de Dominica y al “Valle de la desolación”. El Lago Hirviente (el segundo mayor del mundo) está enclaustrado en un cráter y está abastecido por una cascada –se cree que la ebullición es causada por el calor de una cámara de magma bajo el mismo lago. El Valle de la Desolación es un valle respiraderos volcánicos de gases sulfurosos y manantiales de agua caliente que inhiben el crecimiento de la vegetación- en evidente contraste con los alrededores boscosos. Al día de hoy, técnicamente latente, esta caldera hizo erupción por última vez en 1880. El 4 de enero de 1880, se reportó una explosión que implicó una superficie de 9 millas cuadradas.

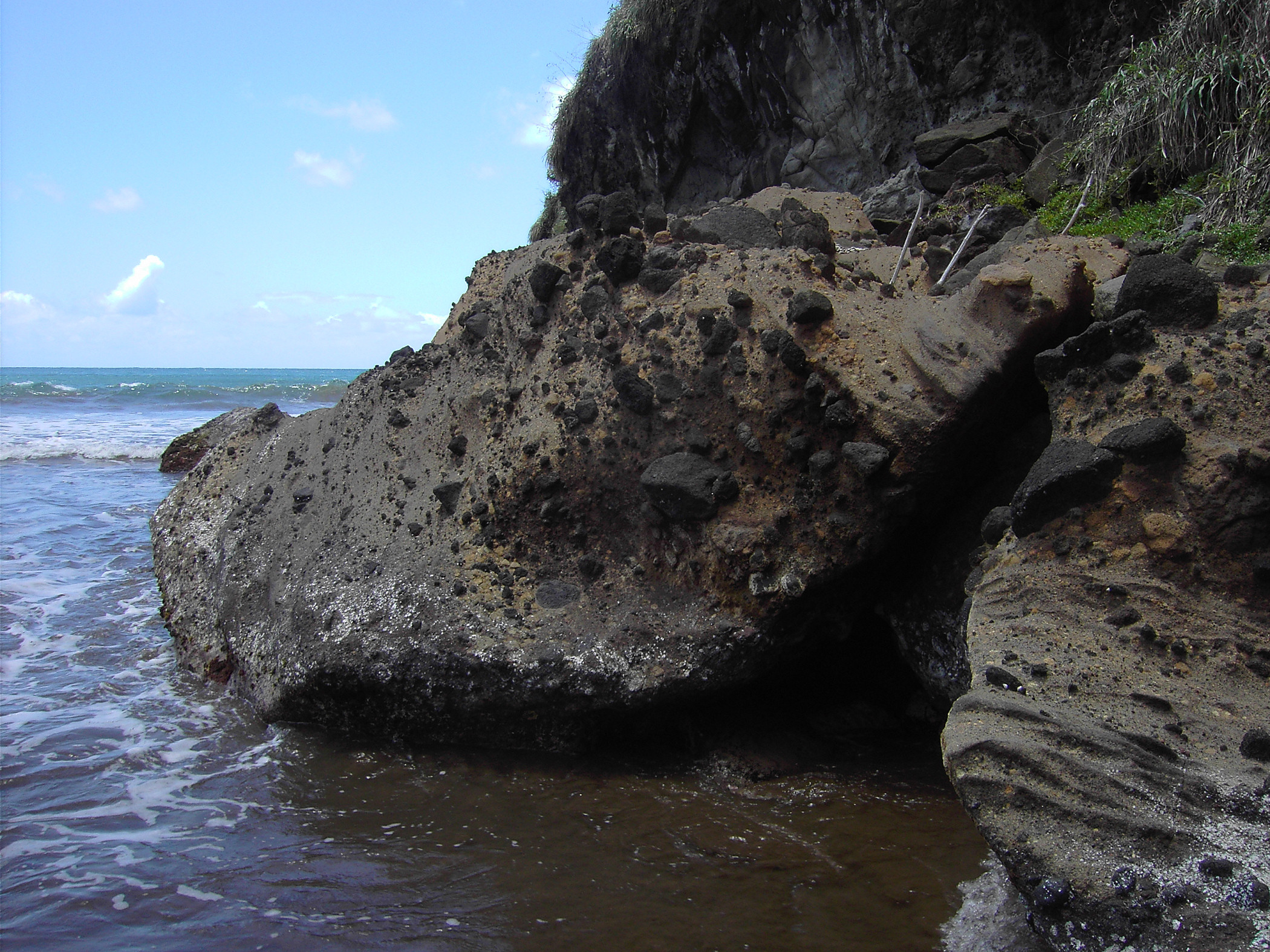
Roca volcánica en la bahía de Pagua, Dominica

La variada superficie de Dominica está marcada por su pasado volcánico. Las formaciones de roca volcánica se componen principalmente de andesita y riolita, con cantos rodados, y salpicadas por salientes agudas en la base de las laderas. Los suelos arcillosos de tonos claros a oscuros, derivan de la descomposición de las rocas y la vegetación, y son generalmente fértiles y porosos. Sin embargo, sólo algunos valles interiores y franjas costeras son lo suficientemente planos para una acumulación de importancia. Aunque se tienen registro de leves temblores ocurridos en 1986, las erupciones volcánicas ya han cesado hace miles de años. Algunos manantiales sulfurosos y respiraderos de vapor, que se concentran principalmente en la zona central y meridional de la isla, sin embargo, permanecen activos. Uno de los manantiales más extensos, el Lago Hirviente, está localizado en el parque nacional.
En Dominica son abundantes las corrientes rápidas de alta montaña, que forman cascadas en las gargantas profundas, estanques y lagos en los cráteres. Las corrientes no son navegables, pero muchas se aprovechan para la generación de energía eléctrica. Las Cascadas Trafalgar, en las cercanías del parque nacional, conforman uno de los sitios más espectaculares de la isla. Las cascadas tienen dos caídas de agua gemelas conocidas como la madre y el padre. Las cascadas forman un estanque natural dónde los nativos y turistas pueden disfrutar de un baño frío. Los ríos principales que discurren hacia el oeste, en el Mar Caribe, son el Layou y el Roseau, y el principal que desemboca en el Atlántico, hacia el este, es el Toulaman. El mayor lago de cráter, llamado Boeri, se encuentra en el parque nacional. Existen 83 corrientes naturales de agua de importancia en la isla de un total 365 riachuelos y arroyos.

### Historia Natural
Existen 172 especies de aves, incluyendo cuatro especies de colibrí, halcones de ala ancha, garza de corona amarilla, y al cocobino pardo. Algunas plantas y animales que se creen extintas en las islas vecinas, aún pueden ser halladas en la selva de Dominica[cita requerida].
El loro imperial es el ave nacional de Dominica y es autóctono de sus bosques de montaña.
El Mar Caribe, a poca distancia de la costa, es hogar de muchas especies de cetáceos. La más notable es una especie de cachalote que vive durante todo el año en esta área. Son animales tímidos, pero se los puede observar en un día de mucha calma. Otros cetáceos que pueden ser observados en el área incluyen a la ballena piloto, el delfín de Fraser, el delfín manchado tropical y el delfín nariz de botella. Los animales comúnmente menos vistos incluyen el ballenato de Cuvier, la falsa orca, el cachalote pigmeo, el cachalote enano, el delfín gris, el delfín común, la ballena jorobada y el rorcual de Bryde. Esto convierte a Dominica en un destino significativo para el turismo interesado en el avistamiento de ballenas.

## Estadísticas
Superficie:
- Total: 754 km²
- Tierra: 754 km²
- Línea de costa: 148 km

Reivindicaciones marítimas:
- Zona contigua: 24 millas náuticas (44.4 km; 27.6 millas)
- Zona económica exclusiva: 200 millas náuticas (370.4 km; 230.2 millas)
- Mar territorial: 12 millas náuticas (22.2 km; 13.8 millas)

Uso de la tierra:
- Tierra arable: 9%
- Cultivos permanentes: 13%
- Pasturas: 3%
- Selvas y bosques: 67%
- Otros: 8% (estimado para 1993)

Superficie irrigada: No disponible
Peligros naturales: las inundaciones repentinas son una amenaza constante; durante los últimos tramos del verano pueden esperarse huracanes destructivos.
Ambiente – temas de actualidad: no disponible
Ambiente – acuerdos internacionales
Parte de: Biodiversidad, Cambio Climático, Desertificación, Especies en Peligro, Modificaciones Medioambientales, Residuos Peligrosos, Ley del Mar, Protección de la capa de ozono, Cacería de Ballenas.